# 田付四郎兵衛
田付 四郎兵衛（たつけ しろべえ、生没年不詳）は、江戸時代後期の砲術家、幕臣。

## 経歴・人物
家は代々幕府の鉄砲方で、天保13年（1842年）家を継ぎ、安政4年（1857年）に講武所の砲術師範となった。